# Herrschaft Brochenzell

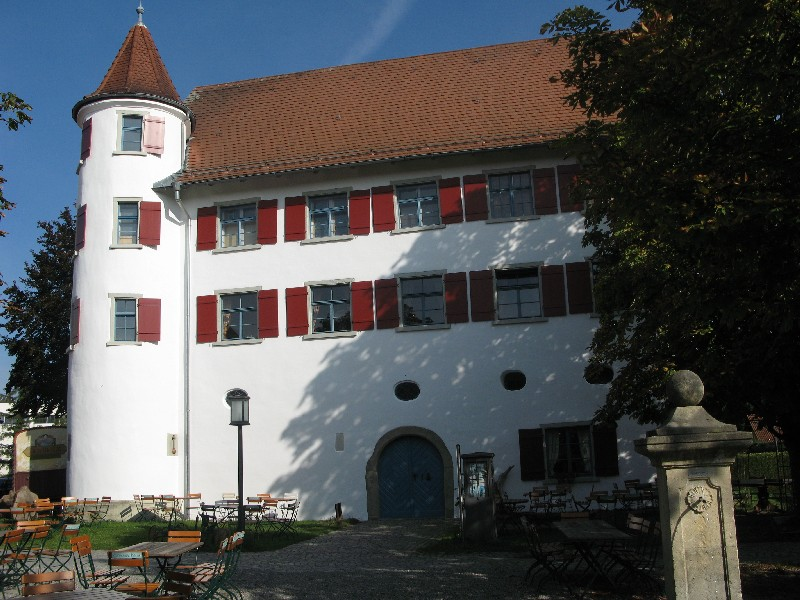
Schloss in Brochenzell

Die Herrschaft Brochenzell mit Sitz in Brochenzell, heute ein Ortsteil der Gemeinde Meckenbeuren im Bodenseekreis in Baden-Württemberg, wurde 1277 durch Berthold von Heiligenberg an dessen Onkel Hugo von Werdenberg verkauft. Vor 1439 kaufte Graf Wilhelm IV. von Montfort die Herrschaft. 
Im Jahr 1447 musste sein Sohn Hugo die Herrschaft wegen finanzieller Probleme an die Humpis weiterverkaufen. Im Jahr 1721 kam die Herrschaft an das Kloster Weingarten. 
Im Rahmen der Säkularisation im Jahr 1802/03 kam die Herrschaft Brochenzell unter die Landeshoheit von Nassau-Oranien, 1804 an Österreich und 1805 an Württemberg.